# Ferdinand de Lesseps
Ferdinand Marie, visconde de Lesseps (Versalhes, 19 de novembro de 1805 — La Chesnaye, Guilly, 7 de dezembro de 1894), na maior parte das vezes referido como Ferdinand de Lesseps, foi um diplomata e empresário francês. É conhecido sobretudo por promover a construção dos canais de Suez e do Panamá.
Chamado de Le Grand Français, Ferdinand de Lesseps foi o promotor dos dois projetos de canais mais ambiciosos da sua época - o canal de Suez e o canal do Panamá. Esse último projeto fez os acionistas perderem tanto dinheiro que Lesseps foi condenado a cinco anos de prisão, que ele não cumpriu em razão de seu precário estado de saúde, apesar de o primeiro ter sido concluído em 1869 e ter recebido muita honra e mérito pelo seu feito.
Com efeito, este personagem é um dos muitos visionários daquela época, defendendo a intercomunicação entre os povos, através da abertura de estradas e canais. Este seu raciocínio reduziria as distâncias e aproximaram todas as regiões do mundo, aumentando assim, na sua perspetiva, o avanço industrial.

## Raízes Genealógicas

### Família e Antepassados
Ferdinand sempre tivera uma família rica e abastada, que também tinha uma história bastante rica. Seu pai era o famosíssimo Mathieu de Lesseps, diplomata, e a sua mãe Catherine de Grivegnée. A ascendência do seu pai, Mathieu, datava do séc. XIV. Na Escócia, os Lesseps haviam-se estabelecido, originalmente, no País Basco Francês (especialmente na cidade de Baiona ou Bayonne, em francês), quando a região foi ocupada pelos britânicos.

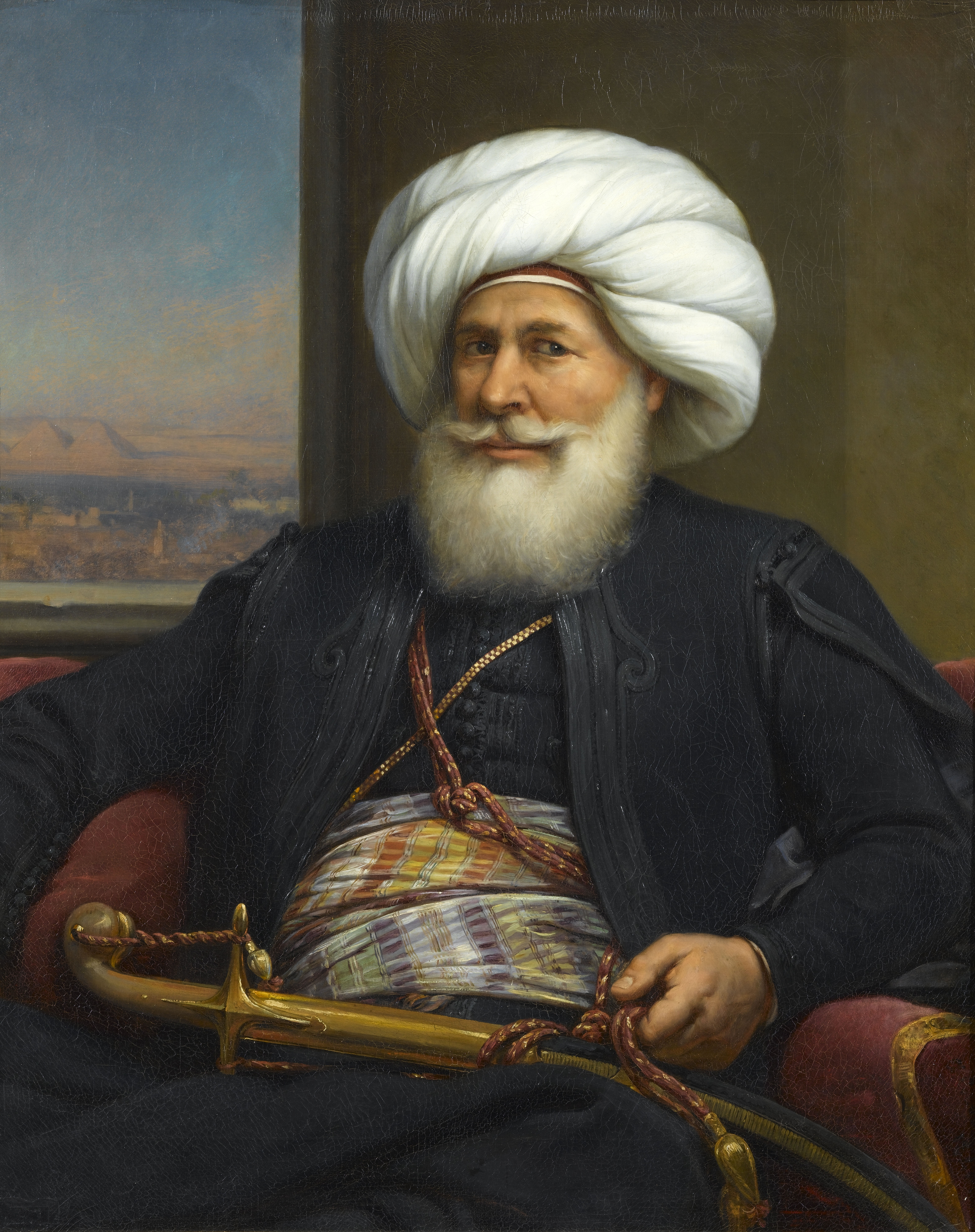
Mehmet Ali

Um dos seus bisavôs era o presidente da câmara da cidade e ao mesmo tempo secretário de Maria Ana de Neuburgo, a esposa viúva do rei Carlos II da Espanha. No século XVIII, alguns membros da família do seu pai decidiram seguir a carreira diplomática. No final do século, o tio de Ferdinand, Barthélemy de Lesseps, participou na expedição de Jean-François de La Pérouse através do Oceano Pacífico quando, no segundo ano da viagem, foi enviado como mensageiro para a França, pretendendo informar o rei Luís XV da viagem; isto antes do desaparecimento da tripulação em 1788. Barthélemy foi, posteriormente, convertido a nobre pelo rei Luís XVI.

### Pai
No que diz respeito ao seu pai, pode-se dizer que foi um diplomata que serviu como cônsul em vários países, nomeadamente Espanha, Marrocos e Líbia. Entre 1803 e 1804, Napoleão Bonaparte concedeu-lhe o título de Conde e nomeou-lhe Comissário-Geral do Egito, altura em que apoiava o paxá Mehmet Alí, que viria a se tornar o fundador do estado moderno egípcio. Alí apoiou diversas vezes a França quando se tornou o governante hereditário do Egito. Esta ligação especial entre os dois países foi que selou o destino de Ferdinand no Egito meio século depois.

### Mãe
Quanto à mãe, Catherine, conta-se que tinha origem flamenga, mas que fora adotada por espanhóis. Assim sendo, era normal que tivesse ligações à nobreza espanhola, tornando-se tia de Maria Manuela Kirkpatrick, Condessa de Montijo. Ferdinand veio a reunir-se em Madrid com a filha da condessa, Eugénia de Montijo, sua sobrinha, que se tornaria imperatriz-consorte do rei Napoleão III.

## Primeiros anos

### Infância e Educação
Muito pouco se sabe sobre a sua infância. Sabe-se que, durante alguns anos, viveu na Itália, quando o seu pai se encontrava lá como cônsul. Posteriormente estudou na Universidade Henri IV em Paris. Quando tinha entre 18 e 20 anos, Ferdinand se alistou no exército francês.

### Início da Carreira Diplomática
Em 1825, aos 20 anos e a pedido do seu tio Barthélemy, começou a sua carreira diplomática como Encarregado de Negócios (em francês Chargé d`affaires). Tornou-se adjunto da embaixada e, juntamente com o tio, cônsul em Lisboa por dois anos. Pouco tempo depois, em 1828, tornou-se encarregado de negócios de seu pai na Tunísia, como vice-cônsul.
Em 1832 foi enviado para o Egito e nomeado vice-cônsul da França em Alexandria; já na época o Egito se havia tornado um país modernizado graças a Alí, com a construção de importantes obras realizadas pelos europeus, em especial os franceses que tinham uma posição dominante. Nesta cidade, ele estudou a proposta de um Canal do Suez. "E se pudéssemos ligar o Mar Mediterrâneo e o Mar Vermelho, facilitando o transporte marítimo global?", pensou. Em 1835, ele foi promovido a cônsul em Alexandria. Esta posição foi muito importante para ele, porque, em 1835, Mehmet Alí confiou o seu filho mais novo, Muhammad Sa`id Pasha, à educação de Ferdinand, surgindo uma amizade duradoura que lhe levaria a forjar o seu destino com Mehmet no Egito.

### Casamento
Encerradas as suas funções consulares no Egito, decide casar-se com Agathe Delamalle nesse mesmo ano, levando-o a ser pai de cinco filhos. Delamalle era filha de um procurador da república no Tribunal de Angers e faleceu em 1853.

### Trabalho Diplomático e o seu Fim
Lesseps continuou o seu trabalho diplomático por várias cidades europeias: em 1839 era cônsul em Roterdão, em 1841 em Málaga, de 1842 a 1848 em Barcelona, de 1848 a 1849, em Madrid, etc.
Em 1849, ele pretendeu participar como negociador da França em Roma nas Revoluções de 1848, desde que a França mantivesse influências políticas e territoriais em estados diferentes e instruísse o seu exército contra a recém-criada República Romana. No entanto, foi usado como bode expiatório pelo governo francês para justificar o seu fracasso na Itália. Isto levou ao fim da sua carreira como diplomata.